# Rosario Castellanos
Rosario Castellanos (25. května 1925 Ciudad de México, Mexiko – 7. srpna 1974 Tel Aviv, Izrael) byla mexická spisovatelka.

## Život
Narodila se v Ciudad de México, dětství prožila v mexickém státě Chiapas. V Ciudad de México vystudovala filozofii na Mexické národní autonomní univerzitě a dále estetiku a stylistiku v Madridu. Pracovala v Instituto Nacional Indigenista (Národní institut domorodého obyvatelstva). Na sklonku života pracovala jako velvyslankyně v Izraeli, kde zemřela po zásahu elektrickým proudem.

## Dílo
- Seznam děl v Souborném katalogu ČR, jejichž autorem nebo tématem je Rosario Castellanos

Knihy vydané v češtině jsou uvedeny tak, jak byly vydány. Její dílo se zakládá na historických a skutečných vztazích mezi indiány a bělochy. V mládí psala především básně, postupně přecházela k esejím a románům.

### Poezie
- Trayectoria del polvo
- Apuntes para una declaración de fe
- De la vigilia estéril
- El rescate del mundo
- Poemas 1935-1955
- Al pie de la letra
- Lívida luz
- Poesía no eres tú

### Próza
- Balún-Canán
- Oficio de tinieblas; (v ČR Kněžka temnot. Praha: Odeon, 1962. Překlad: Jiří Pechar)
- Ciudad Real
- Los convidados de agosto
- Album de familia

### Drama
- Judith y Salomé